# Vila do Carvalho
Vila do Carvalho era una freguesia portuguesa del municipio de Covillana, distrito de Castelo Branco.

## Organización territorial
La freguesia estaba formada por los núcleos de población de Acinzas, Barreira, Barroca, Beringueira, Cabeço Gordo, Calva, Castinçal, Lameiro da Mouta, Perdigueiros, Portais, Portela, Pouso, Prazo, Rego da Água, São Domingos, Trapas y Vale de Candeias.

## Localización
Está localizada en la parte norte del municipio, a solo 4 km de su cabecera, en la pendiente de la Serra da Estrela, en la margen derecha del arroyo que le da nombre. 

## Historia
Hasta el año 2001 se llamó Vila de Aldeia do Carvalho.
Fue suprimida el 28 de enero de 2013, en aplicación de una resolución de la Asamblea de la República portuguesa promulgada el 16 de enero de 2013 al unirse con la freguesia de Cantar-Galo, formando la nueva freguesia de Cantar-Galo e Vila do Carvalho.